# Camera quan sát

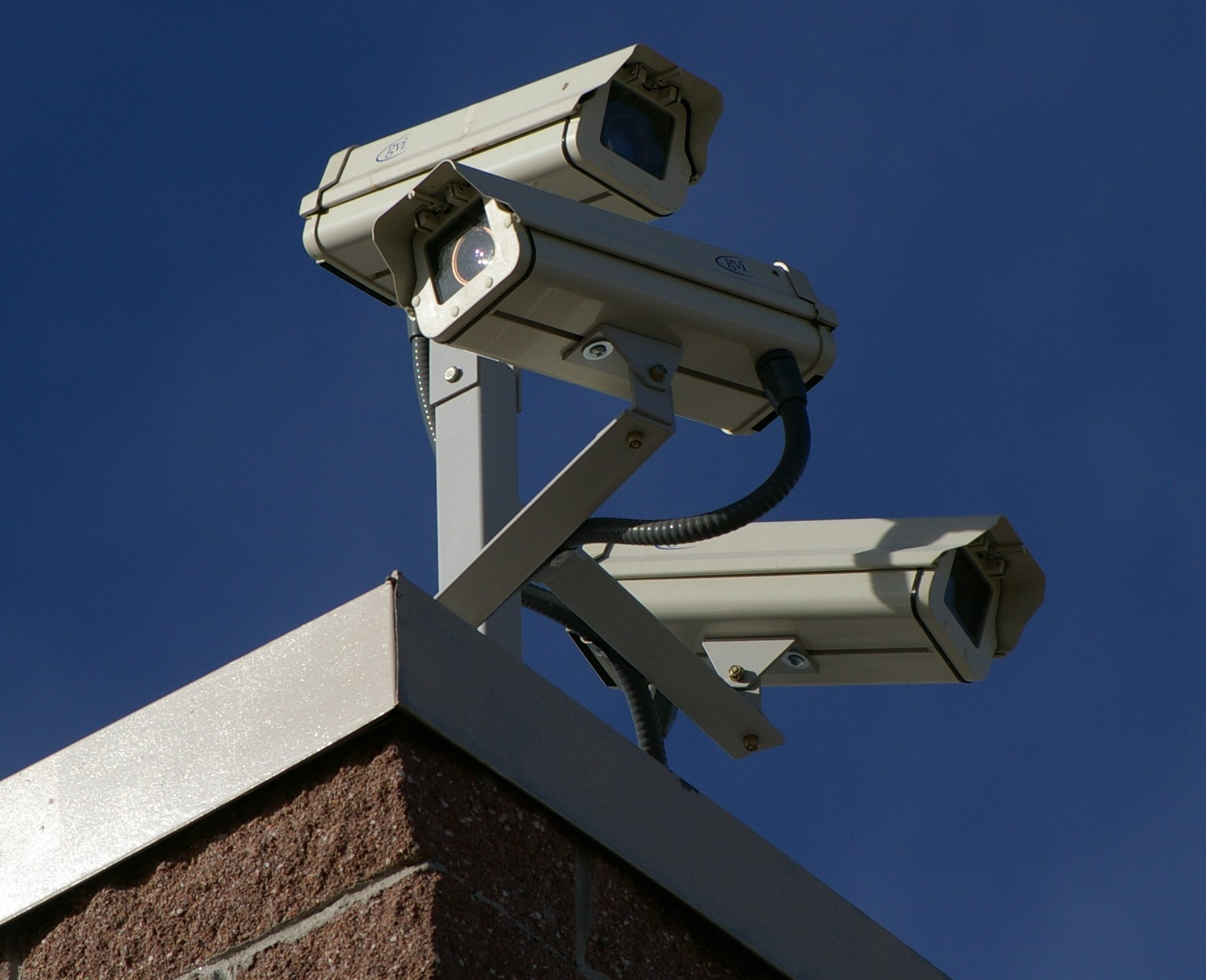
Camera quan sát trên nóc một tòa nhà.

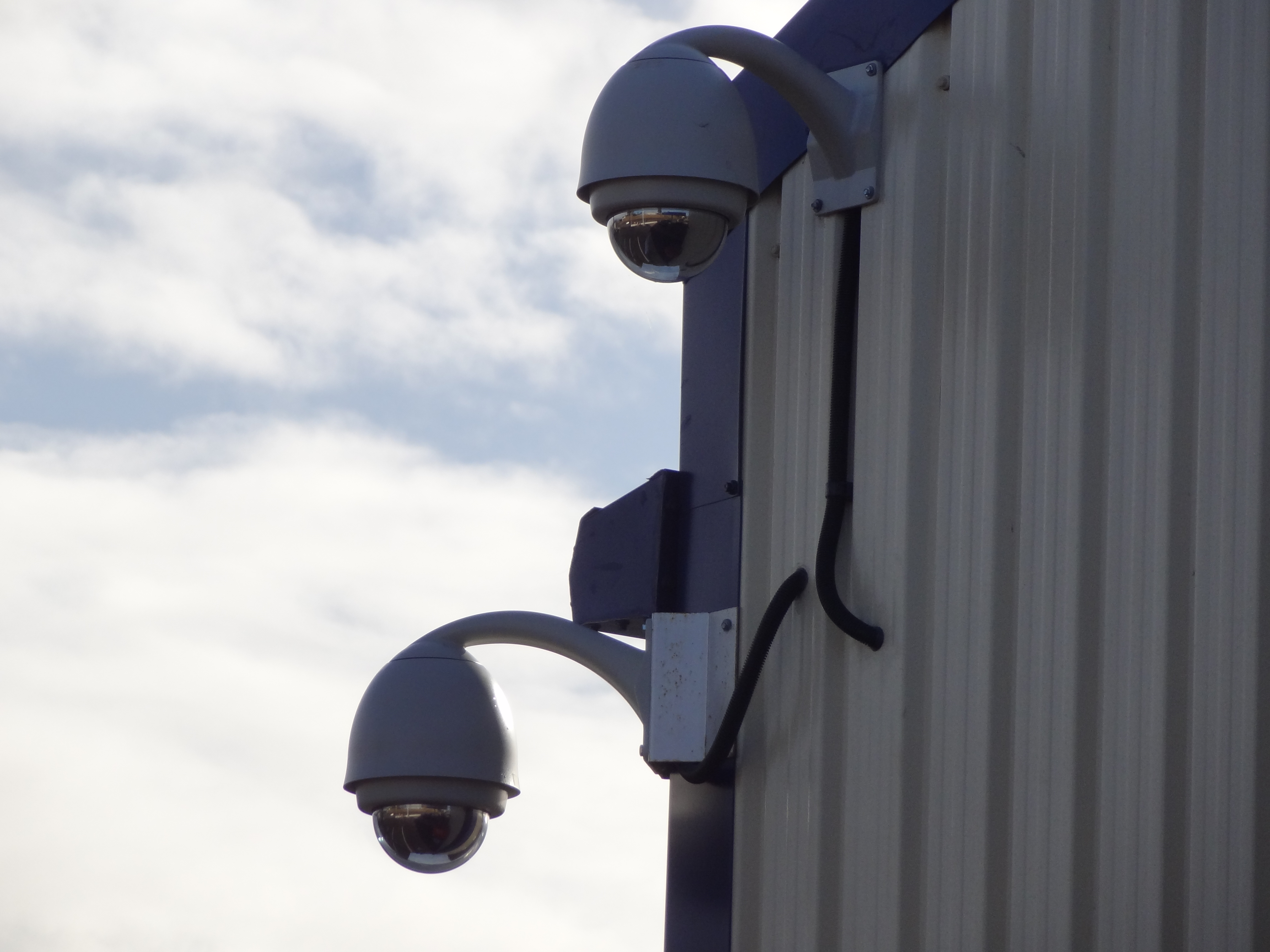
Camera quan sát.

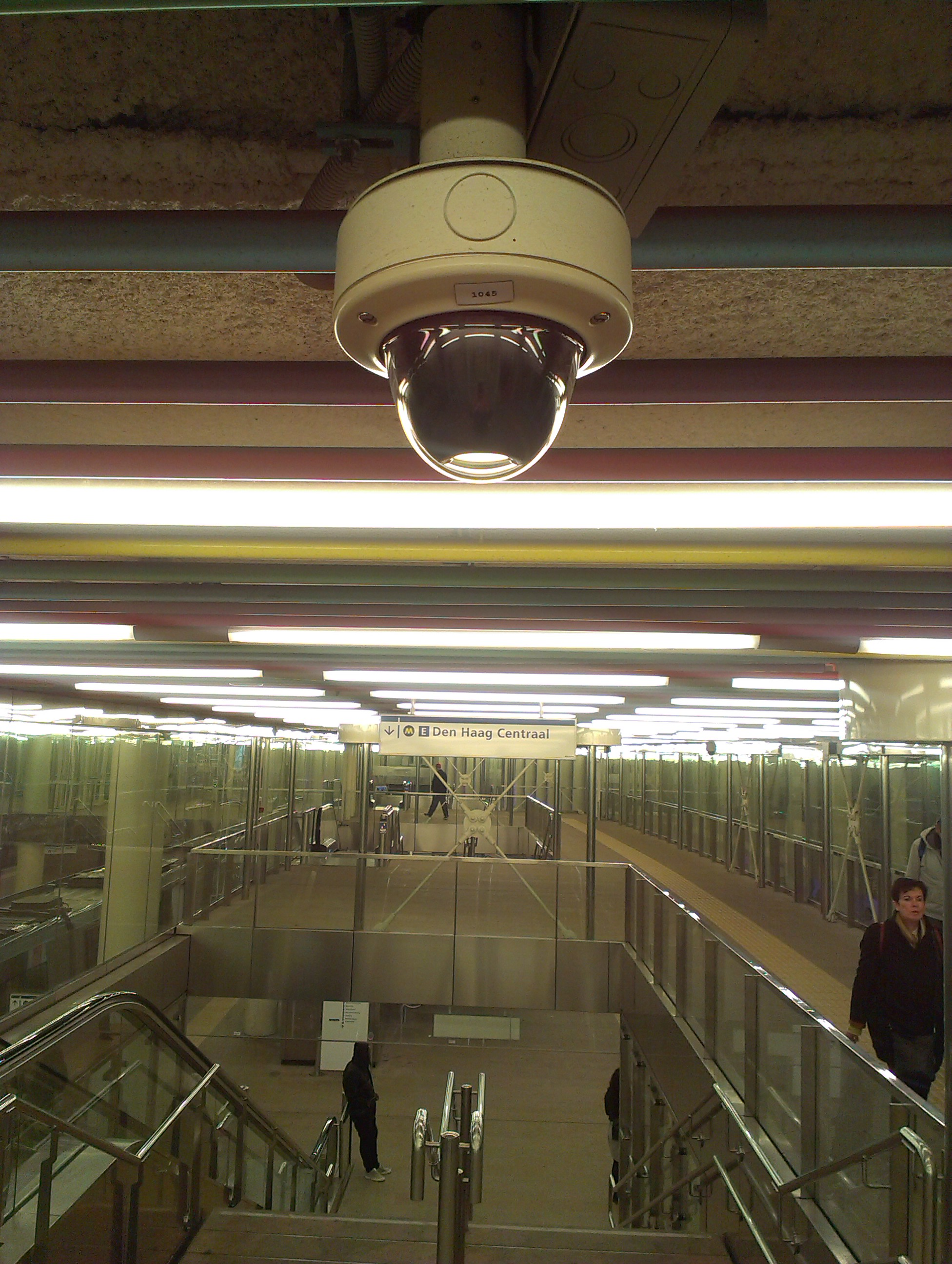
Camera mái vòm trong nhà ga: Ga tàu điện ngầm trung tâm Rotterdam

Camera quan sát, camera giám sát hay camera an ninh (Closed-circuit television - CCTV), là việc sử dụng các máy quay video để truyền tín hiệu đến một nơi cụ thể, trên một số màn hình giới hạn. Nó khác với truyền hình quảng bá ở chỗ tín hiệu không được truyền công khai, mặc dù nó có thể sử dụng liên kết điểm-điểm (P2P), điểm-đa điểm (P2MP) hoặc liên kết có dây hoặc không dây dạng lưới. Mặc dù hầu hết tất cả các máy quay video đều phù hợp với định nghĩa này, thuật ngữ này thường được áp dụng cho những máy ảnh được sử dụng để giám sát trong các khu vực yêu cầu bảo mật bổ sung hoặc giám sát liên tục. Mặc dù videotelephony hiếm khi được gọi là "CCTV", một ngoại lệ là việc sử dụng video trong giáo dục từ xa, nơi nó là một công cụ quan trọng.
Việc giám sát công chúng bằng camera quan sát là phổ biến ở nhiều khu vực trên thế giới. Trong những năm gần đây, việc sử dụng máy quay video đeo trên người đã được giới thiệu như một hình thức giám sát mới, thường được sử dụng trong thực thi pháp luật, với máy quay được đặt trên ngực hoặc đầu của cảnh sát. Giám sát video đã tạo ra cuộc tranh luận đáng kể về việc cân bằng việc sử dụng nó với quyền riêng tư của các cá nhân ngay cả khi ở nơi công cộng.
Trong các nhà máy công nghiệp, thiết bị CCTV có thể được sử dụng để quan sát các phần của quy trình từ phòng điều khiển trung tâm, ví dụ khi môi trường không phù hợp với con người. Hệ thống camera quan sát có thể hoạt động liên tục hoặc chỉ theo yêu cầu để giám sát một sự kiện cụ thể. Một dạng camera quan sát tiên tiến hơn, sử dụng đầu ghi video kỹ thuật số (DVR), cung cấp khả năng ghi trong nhiều năm, với nhiều tùy chọn chất lượng và hiệu suất cùng các tính năng bổ sung (chẳng hạn như phát hiện chuyển động và cảnh báo qua email). Gần đây hơn, các camera IP phi tập trung, có lẽ được trang bị cảm biến megapixel, hỗ trợ ghi trực tiếp vào thiết bị lưu trữ gắn mạng hoặc USB flash bên trong để hoạt động hoàn toàn độc lập.
Theo một ước tính, sẽ có khoảng 1 tỷ camera giám sát được sử dụng trên toàn thế giới vào năm 2021. Khoảng 65% số camera này được lắp đặt ở Châu Á. Sự phát triển của camera giám sát đã chậm lại trong những năm gần đây. Việc triển khai công nghệ này đã tạo điều kiện thúc đẩy tăng trưởng đáng kể trong hoạt động giám sát của nhà nước, sự gia tăng đáng kể trong các phương pháp giám sát và kiểm soát xã hội tiên tiến, và một loạt các biện pháp phòng chống tội phạm trên toàn thế giới.

## Lịch sử

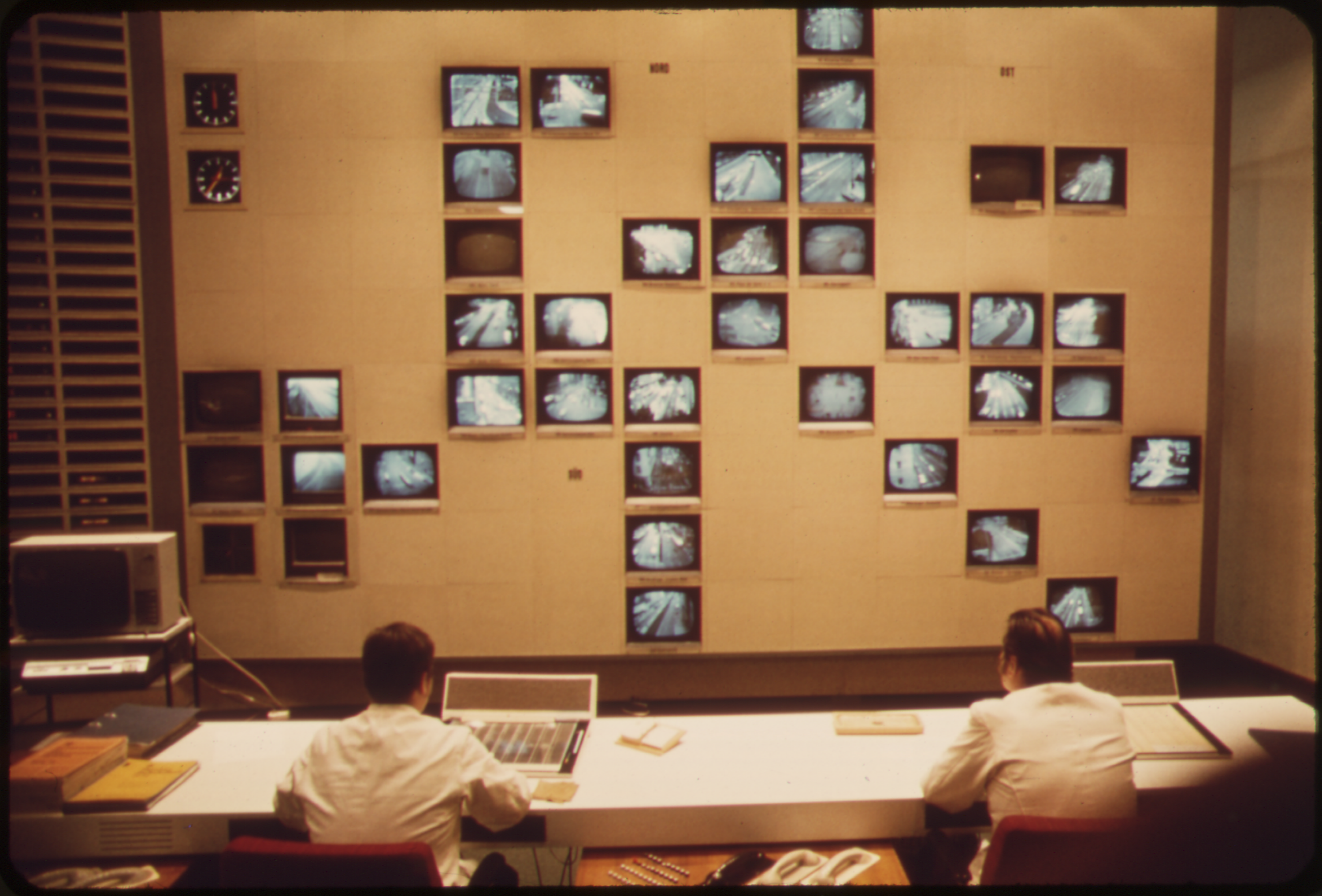
Camera giám sát tại Trạm Kiểm soát Cảnh sát Trung tâm, Munich Đức năm 1973.

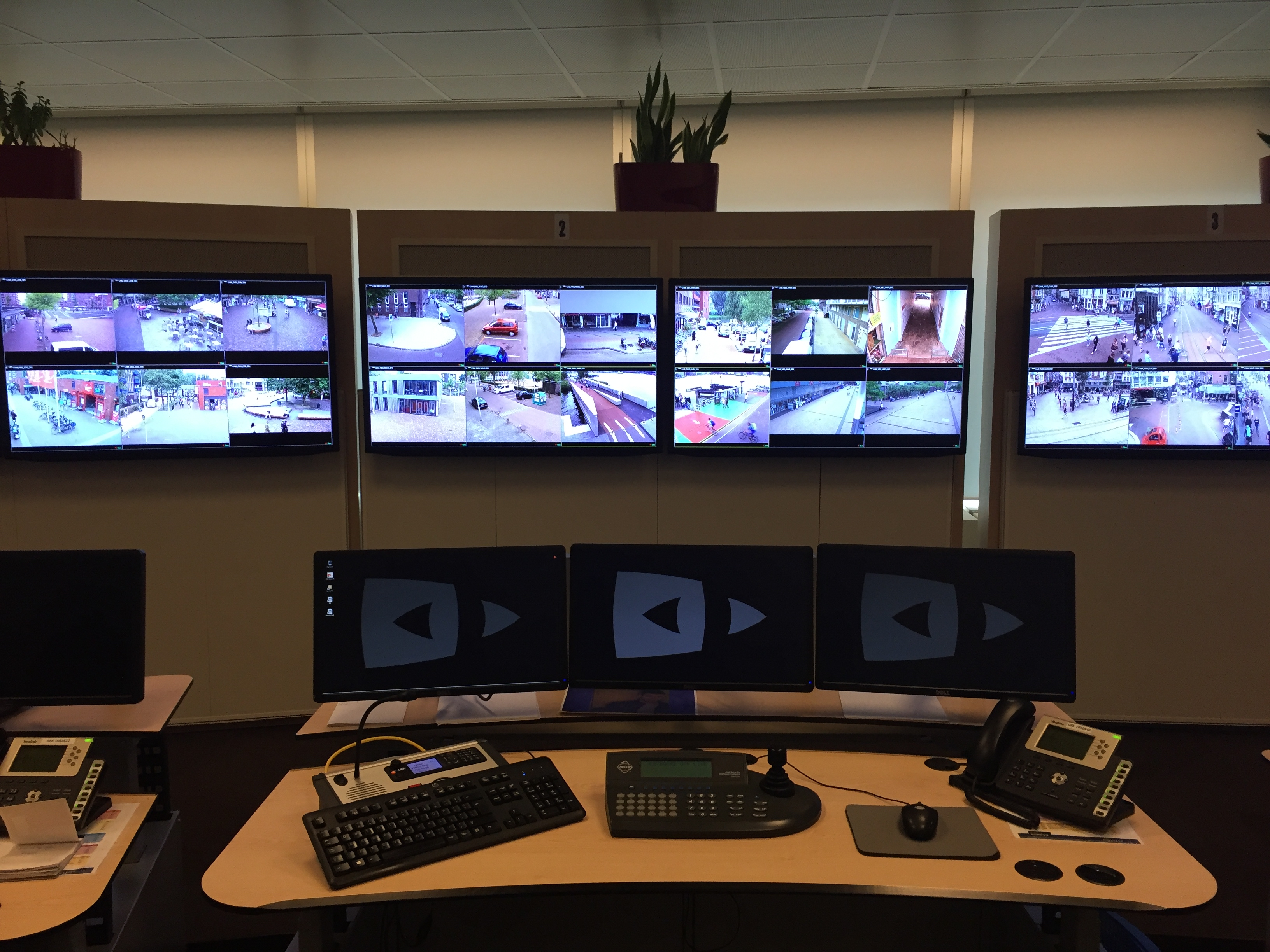
Bàn làm việc tại một trong những phòng kiểm soát khu vực của Cảnh sát Quốc gia ở Hà Lan vào năm 2017.

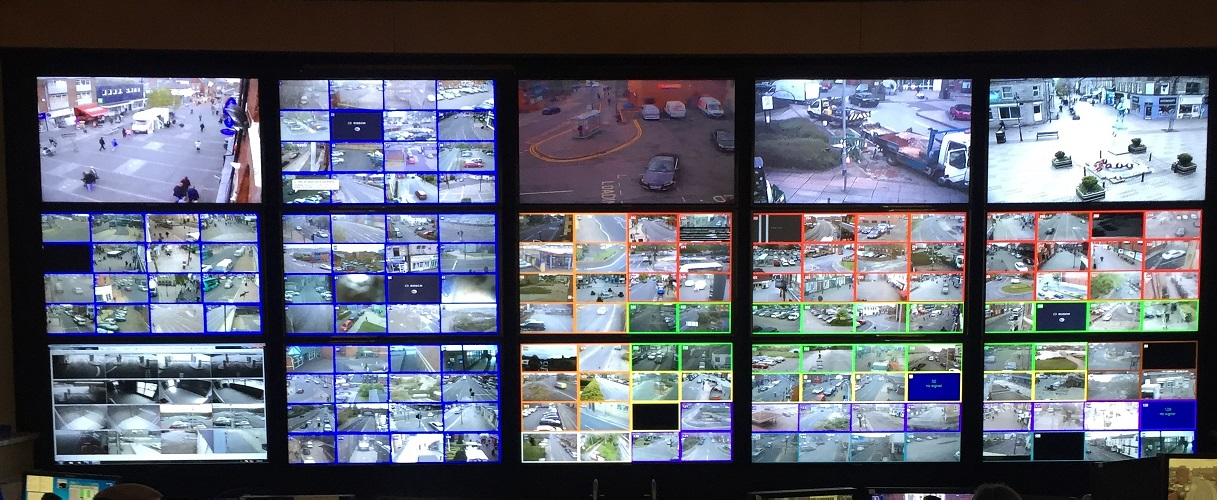
CCTV trên tường giám sát phòng điều khiển cho 176 camera đường phố năm 2017.

Một hệ thống CCTV cơ học ban đầu được nhà vật lý người Nga Léon Theremin  phát triển vào tháng 6 năm 1927. Theo yêu cầu ban đầu của Liên Xô Lao động và Quốc phòng, hệ thống này bao gồm một camera truyền dữ liệu quét, vận hành bằng tay và bộ thu và phát sóng ngắn không dây, với độ phân giải một trăm dòng. Dự án được Kliment Voroshilov chỉ đạo, hệ thống CCTV của Theremin đã được trình diễn cho Joseph Stalin, Semyon Budyonny và Sergo Ordzhonikidze, và sau đó được lắp đặt trong sân của Điện Kremlin ở Moskva để theo dõi những vị khách đến gần.
Một hệ thống camera quan sát ban đầu khác được Siemens AG lắp đặt tại Trạm thử nghiệm VII ở Peenemünde, Đức Quốc xã vào năm 1942, để quan sát vụ phóng tên lửa V-2.
Ở Mỹ, hệ thống camera giám sát đầu tiên có mặt vào năm 1949, được gọi là Vericon. Có rất ít thông tin về Vericon ngoại trừ nó được quảng cáo là không cần giấy phép của chính phủ.

### Công nghệ
Các hệ thống giám sát video đầu tiên liên quan đến việc giám sát liên tục vì không có cách nào để ghi lại và lưu trữ thông tin. Sự phát triển của phương tiện băng từ cho phép ghi lại các cảnh quay giám sát. Các hệ thống này yêu cầu các băng từ phải được thay đổi thủ công, đây là một quá trình tốn thời gian, tốn kém và không đáng tin cậy, với việc người vận hành phải mắc băng thủ công từ cuộn băng qua máy ghi vào một cuộn tiếp nhận trống. Do những thiếu sót này, việc giám sát bằng video không được phổ biến rộng rãi. Công nghệ VCR xuất hiện vào những năm 1970, giúp việc ghi và xóa thông tin trở nên dễ dàng hơn và việc sử dụng giám sát video trở nên phổ biến hơn.
Trong những năm 1990, kỹ thuật ghép kênh kỹ thuật số đã được phát triển, cho phép một số máy ảnh ghi cùng một lúc, cũng như ghi lại thời gian trôi đi và chỉ ghi lại các chuyển động khung hình nếu có. Điều này giúp tiết kiệm thời gian và tiền bạc, dẫn đến việc sử dụng camera quan sát ngày càng tăng.
Gần đây, công nghệ CCTV đã được nâng cao với sự chuyển hướng sang các sản phẩm và hệ thống dựa trên Internet, và các phát triển công nghệ khác.

### Áp dụng
CCTV được sử dụng như một hình thức truyền hình rạp trả tiền cho mỗi lần xem cho các môn thể thao như quyền anh chuyên nghiệp và đấu vật chuyên nghiệp, và từ năm 1964 đến năm 1970, cuộc đua ô tô Indianapolis 500. Các chương trình truyền hình về quyền anh được truyền hình trực tiếp đến một số địa điểm nhất định, chủ yếu là rạp chiếu phim, nơi người xem trả tiền mua vé để xem trực tiếp trận đấu. Cuộc thi đấu đầu tiên với kênh dùng camera quan sát là Joe Louis vs. Joe Walcott năm 1948. Các camera quan sát thu phát sóng đã trở nên phổ biến với Muhammad Ali vào những năm 1960 và 1970, với việc thu hút 50 triệu người xem cuộc đấu "The Rumble in the Jungle " qua CCTV trên toàn thế giới vào năm 1974, và trận đấu "Thrilla ở Manila"  thu hút 100 triệu người xem CCTV trên toàn thế giới vào năm 1975. Năm 1985, chương trình đấu vật chuyên nghiệp WrestleMania I đã có được hơn một triệu người xem. Cuối năm 1996, trận đấu quyền Anh Julio César Chávez vs. Oscar De La Hoya có 750.000 người xem. Camera quan sát dần được thay thế bằng truyền hình cáp gia đình trả tiền theo lượt xem vào những năm 1980 và 1990.
Vào tháng 9 năm 1968, Olean, New York là thành phố đầu tiên của Hoa Kỳ lắp đặt máy quay phim dọc theo con phố kinh doanh chính của mình trong nỗ lực chống tội phạm. Một lần xuất hiện sớm khác là vào năm 1973 tại Quảng trường Thời đại ở Thành phố New York. NYPD đã cài đặt nó để ngăn chặn tội phạm đang xảy ra trong khu vực; tuy nhiên, tỷ lệ tội phạm dường như không giảm nhiều do có camera. Tuy nhiên, trong những năm 1980, việc giám sát bằng video bắt đầu lan rộng khắp đất nước, đặc biệt nhắm vào các khu vực công cộng. Nó được coi là một cách rẻ hơn để ngăn chặn tội phạm so với việc tăng quy mô của các sở cảnh sát. Một số doanh nghiệp cũng vậy, đặc biệt là những doanh nghiệp dễ xảy ra trộm cắp, bắt đầu sử dụng video giám sát. Từ giữa những năm 1990 trở đi, các sở cảnh sát trên toàn quốc đã lắp đặt ngày càng nhiều camera ở các không gian công cộng khác nhau bao gồm các dự án nhà ở, trường học và các sở công viên. CCTV sau đó đã trở nên phổ biến trong các ngân hàng và cửa hàng để ngăn chặn hành vi trộm cắp, bằng cách ghi lại bằng chứng về các hoạt động tội phạm. Năm 1998, 3.000 hệ thống CCTV đã được sử dụng ở Thành phố New York.
Các thử nghiệm ở Anh trong những năm 1970 và 1980, bao gồm cả camera quan sát ngoài trời ở Bournemouth vào năm 1985, đã dẫn đến một số chương trình thử nghiệm lớn hơn vào cuối thập kỷ đó. Lần đầu tiên chính quyền địa phương sử dụng công nghệ này là ở King's Lynn, Norfolk, vào năm 1987.

## Ứng dụng

### Phòng chống tội phạm

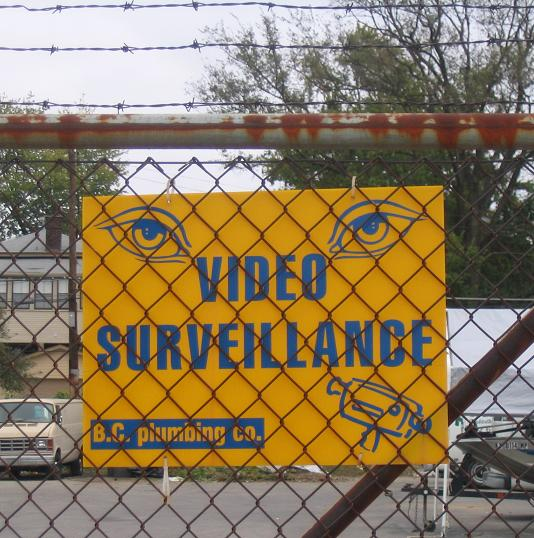
Dấu hiệu cảnh báo rằng địa điểm này được camera quan sát theo dõi.

Một đánh giá có hệ thống năm 2009 của các nhà nghiên cứu từ Đại học Northeastern và Đại học Cambridge đã sử dụng các kỹ thuật phân tích tổng hợp để tổng hợp ảnh hưởng trung bình của camera quan sát đối với tội phạm qua 41 nghiên cứu khác nhau.
Các nghiên cứu bao gồm trong phân tích tổng hợp sử dụng các thiết kế đánh giá bán thực nghiệm liên quan đến các biện pháp trước và sau khi phạm tội trong các khu vực thử nghiệm và kiểm soát. Tuy nhiên, một số nhà nghiên cứu đã chỉ ra các vấn đề phương pháp luận liên quan đến tài liệu nghiên cứu này. Đầu tiên, các nhà nghiên cứu lập luận rằng các nghiên cứu về bãi đỗ xe của Anh được đưa vào phân tích tổng hợp không thể kiểm soát chính xác thực tế là camera quan sát được đưa vào đồng thời với một loạt các biện pháp liên quan đến an ninh khác. Thứ hai, một số người đã lưu ý rằng, trong nhiều nghiên cứu, có thể có vấn đề về thiên vị lựa chọn vì sự ra đời của CCTV có khả năng nội sinh cho các xu hướng tội phạm trước đây. Đặc biệt, các tác động ước tính có thể bị sai lệch nếu CCTV được giới thiệu để đáp ứng với xu hướng tội phạm.
Người ta đã lập luận rằng các vấn đề về sai lệch chọn lọc và tính đồng nhất có thể được giải quyết bằng các thiết kế nghiên cứu mạnh mẽ hơn như các thử nghiệm ngẫu nhiên có đối chứng và các thử nghiệm tự nhiên. Một đánh giá năm 2017 được công bố trên Tạp chí Nghiên cứu Scandinavi về Tội phạm học và Phòng chống Tội phạm tổng hợp bảy nghiên cứu sử dụng các thiết kế nghiên cứu như vậy. Các nghiên cứu được đưa vào đánh giá cho thấy rằng camera quan sát đã làm giảm 24-28% tội phạm ở các đường phố công cộng và ga tàu điện ngầm đô thị. Nó cũng phát hiện ra rằng camera quan sát có thể làm giảm các hành vi ngỗ ngược trong các sân vận động bóng đá và trộm cắp trong các siêu thị / cửa hàng thương mại lớn. Tuy nhiên, không có bằng chứng về việc camera quan sát có tác dụng mong muốn trong các bãi đậu xe hoặc ga tàu điện ngầm ngoại ô. Hơn nữa, đánh giá chỉ ra rằng camera quan sát có hiệu quả hơn trong việc ngăn chặn tội phạm tài sản so với tội phạm bạo lực.

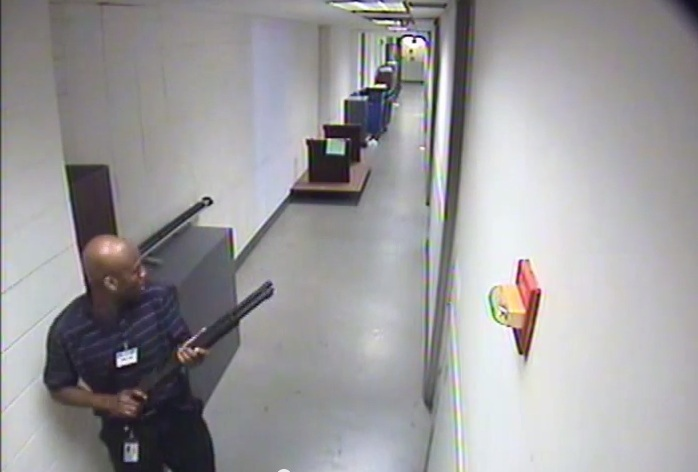
Camera quan sát đã thu được hình ảnh thủ phạm của Xưởng hải quân Washington nổ súng trong cơn thịnh nộ

Một câu hỏi khác về hiệu quả của camera quan sát đối với chính sách là khoảng thời gian hoạt động của hệ thống; vào năm 2013, Kiểm toán viên của Thành phố Philadelphia phát hiện ra rằng hệ thống 15 triệu đô la chỉ hoạt động 32% thời gian. Có bằng chứng giai thoại mạnh mẽ rằng camera quan sát hỗ trợ phát hiện và kết tội người phạm tội; Ví dụ, lực lượng cảnh sát Vương quốc Anh thường xuyên tìm kiếm các đoạn ghi hình của camera quan sát sau khi tội ác xảy ra. Hơn nữa, camera quan sát đã đóng một vai trò quan trọng trong việc theo dõi chuyển động của nghi phạm hoặc nạn nhân và được các sĩ quan chống khủng bố coi là một công cụ cơ bản để theo dõi các nghi phạm khủng bố. Việc lắp đặt camera quan sát quy mô lớn đã đóng một vai trò quan trọng trong việc phòng thủ chống khủng bố kể từ những năm 1970. Camera quan sát hành trình cũng đã được lắp đặt trên các phương tiện giao thông công cộng với hy vọng răn đe tội phạm.
Một câu hỏi mở hơn là liệu các camera quan sát có tiết kiệm chi phí hay không. Trong khi các bộ phụ kiện trong nước chất lượng thấp có giá thành rẻ, việc lắp đặt và bảo trì chuyên nghiệp của camera quan sát độ nét cao lại rất tốn kém. Gill và Spriggs đã thực hiện một phân tích hiệu quả chi phí (CEA) của camera quan sát trong phòng chống tội phạm cho thấy tiết kiệm tiền ít khi lắp đặt camera quan sát vì hầu hết các tội phạm được ngăn chặn đều dẫn đến việc tổn thất tiền bạc ít hơn. Tuy nhiên, các nhà phê bình lưu ý rằng lợi ích của giá trị phi tiền tệ không thể được nắm bắt trong phân tích hiệu quả chi phí truyền thống và đã bị bỏ qua khỏi nghiên cứu của họ. Một báo cáo năm 2008 của Cảnh sát trưởng Vương quốc Anh kết luận rằng chỉ có 3% tội ác được giải quyết bằng camera quan sát. Tại London, một báo cáo của Cảnh sát thành phố cho thấy trong năm 2008 chỉ có một tội ác được giải quyết trên 1000 camera. Trong một số trường hợp, bản thân camera quan sát đã trở thành mục tiêu của các cuộc tấn công.